# 元澤誠
元澤 誠（もとざわ せい、2000年〈平成12年〉10月26日 - ）は、シーホース三河に所属している兵庫県明石市出身のプロバスケットボール選手（シューティングガード、スモールフォワード）。

## 来歴
小学生の時に兄の影響でバスケットボールを始める。甲南中学校・高等学校を経て、東海大学を卒業。大学3年次には西宮ストークスの練習生として活動した。2023年1月に立川ダイスと契約し、プロバスケットボール選手となる。2024年オフに退団すると、シーホース三河に練習生として加入。シーズン開幕前には選手を契約を締結した。

## 人物
- かつて立川ダイスで共にプレーしていた元澤陸は実の兄。
- 明石市出身者として3人目のプロバスケットボール選手・B3リーガーで、2人目のB1リーガー。